# Елисавета Унгарска
Света Елисавета Унгарска (на немски: Heilige Elisabeth von Thüringen; на унгарски: Árpád-házi Szent Erzsébet) (7 юли 1207 – 17 ноември 1231) е католическа светица, принцеса на Кралство Унгария и графиня на Тюрингия. Дъщеря на унгарския крал Андраш II Унгарски и Гертруда от Мерания. Нейната сестра Анна-Мария Унгарска е съпруга на българския цар Иван Асен II. На 14-годишна възраст Елисавета става съпруга на ландграф Лудвиг IV от Тюрингия.
- Елисавета Унгарска
- Мариан Стоукс, Св. Елисавета преде за бедните
- Статуетка на светицата от 1520
- Елизабетинската църква в Марбург